# Vølund Smed
 Denne artikel omhandler en person i en saga. For andre betydninger af Vølund, se Vølund.
Vølund Smed var i nordisk mytologi alfernes høvding, søn af en samisk konge.

## Sagaens fortælling om Vølund Smed
Vølund kom fra Finland og var søn af en finsk konge. Han havde to brødre, Egil og Slagfinn. De tre brødre forelskede sig i Svanhvid, Alrun og Alvid, som alle kom fra et fremmed land. Svanhvid og Alvid var Lådves døtre, Alrun var Vallands datter. De levede alle sammen i otte år, men pludselig forsvandt kvinderne. Brødrene ledte efter dem, og Vølund blev taget til fange og måtte arbejde som træl og smede guldringe for sveaernes kong Nidud. Nidud havde to sønner og en datter, Båduild. Vølund slog begge sønner ihjel og gjorde Båduild gravid. Vølund kunne nu flygte.